# Comuna de Radowo Małe
Radowo Małe (polaco: Gmina Radowo Małe) é uma gminy (comuna) na Polónia, na voivodia de Pomerânia Ocidental e no condado de Łobeski.
De acordo com os censos de 2007, a comuna tem 3.728 habitantes, com uma densidade 20,7 hab/km².

## Área
Estende-se por uma área de 180,40 km².

## Demografia
Dados de 30 de Junho 2004:
|                      | Total   | Total | Mulheres | Mulheres | Homens  | Homens |
| -------------------- | ------- | ----- | -------- | -------- | ------- | ------ |
|                      | pessoas | %     | pessoas  | %        | pessoas | %      |
| População            | 3776    | 100   | 1889     | 50       | 1887    | 50     |
| Densidade (pop./km²) | 20,9    | 100   | 10,5     | 10,5     | 10,5    | 10,5   |

De acordo com dados de 2002, o rendimento médio per capita ascendia a 1421,61 zł.